# 문진희
문진희(1993년 12월 28일 ~ )은 대한민국의 KBS창원방송총국 기상 캐스터이다.

## 학력
- 언남고등학교 (졸업)
- 서울예술대학교 연기과 전문학사 (졸업)

## 경력
- BTN불교방송 기상캐스터 (2021.3~2021.10)
- IB SPORTS GOLF&PBA 골프 아나운서 (2022.5~2023.5)
- KBS창원방송총국 기상캐스터 (2023.5~현)

## TV
날씨왜이래TV
GOLF & PBA 라이브레슨 골프스토리
KBS 뉴스광장 경남 날씨
KBS 930 뉴스 경남 날씨
KBS 뉴스 7 경남 날씨